# Amplificazione isotermica mediata dal loop

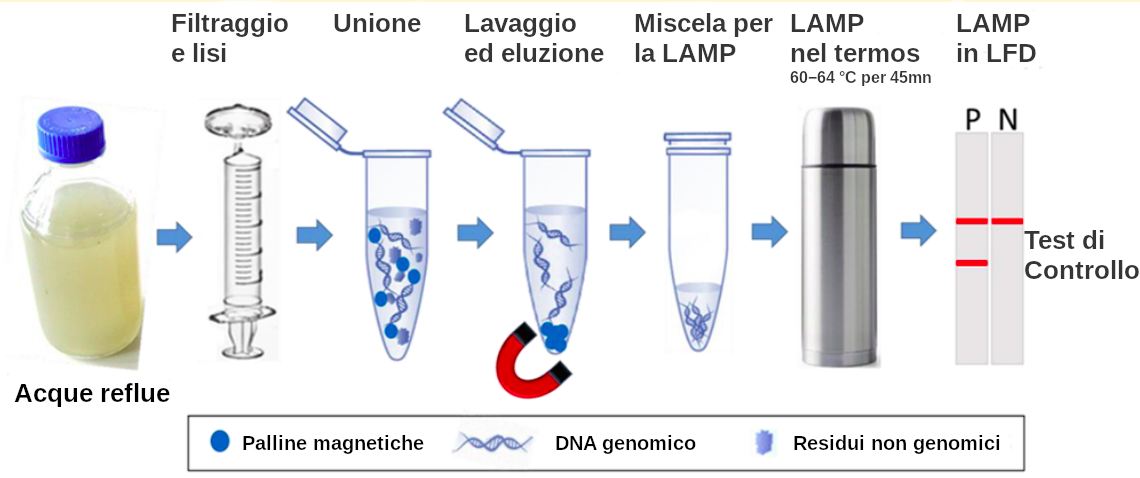
Applicazione della metodica sulle acque reflue.
(Lateral Flow Device= dispositivo di flusso laterale)

L'amplificazione isotermica mediata da loop (LAMP) è una tecnica in provetta singola utilizzata per l'amplificazione del DNA. 
Essa è un'alternativa a basso costo per rilevare alcune malattie; questa tecnica è diversa dall'amplificazione isotermica mediata dal loop di trascrizione inversa (RT-LAMP) che combina la LAMP con una fase di trascrizione inversa e serve per consentire il rilevamento dell'RNA.
La LAMP è una tecnica di amplificazione degli acidi nucleici isotermica. Contrariamente alla tecnologia della reazione a catena della polimerasi o (PCR), in cui la reazione viene eseguita con una serie di fasi o cicli di temperatura alternata, l'amplificazione isotermica viene eseguita a temperatura costante e non richiede un termociclatore.

## Vantaggi
I vantaggi della LAMP sono:
- l’isotermicità della reazione, che non richiede un termociclatore;
- l’utilizzo di 4/6 oligonucleotidi aumenta la specificità del segmento amplificato;
- può essere utilizzata anche su DNA non puro;
- i loop primer aumentano notevolmente il tasso di replicazione;
- il DNA può essere visualizzato anche ad occhio nudo o tramite turbidimetro;
- può essere applicata anche all’RNA con semplice aggiunta di retrotrascrittasi;
rispetto alla PCR.